# Krzysztof Kozłowski (filmoznawca)
Krzysztof Wojciech Kozłowski (ur. 13 kwietnia 1962 w Poznaniu) – polski filmoznawca, medioznawca i teatrolog. Profesor zwyczajny, wykładowca w Instytucie Filmu, Mediów i Sztuk Audiowizualnych Uniwersytetu im. Adama Mickiewicza w Poznaniu. Badacz twórczości Richarda Wagnera i Stanleya Kubricka.

## Wykształcenie
Absolwent X Liceum Ogólnokształcącego im. Przemysła II w Poznaniu. W 1980 roku zdał maturę.
W 1991 roku ukończył filologię polską na Uniwersytecie im. Adama Mickiewicza w Poznaniu.
W latach 1991-1995 student studiów doktorskich na UAM. Pracę doktorską poświęconą eseistyce Bolesława Micińskiego, pisaną pod kierunkiem prof. dr hab. Marii Adamczyk, obronił 28 czerwca 1995 roku.

## Działalność naukowa
Od 1995 roku zatrudniony na Wydziale Filologii Polskiej i Klasycznej UAM, najpierw w Zakładzie Dramatu i Teatru Instytutu Filologii Polskiej (dziś Katedra Teatru i Sztuki Mediów na Wydziale Antropologii i Kulturoznawstwa UAM), a od 2009 roku w Instytucie Filmu, Mediów i Sztuk Audiowizualnych. Począwszy od listopada 2006 r. profesor uczelni, a od czerwca 2015 r. profesor zwyczajny.
Dwukrotny stypendysta Fundacji Fritza Thyssena (2001 i 2004). Od lat współpracuje z Uniwersytetem w Bayreuth, gdzie kilkakrotnie odbywał staże badawcze.
Publikuje w dyscyplinach: literaturoznawstwo oraz nauki o sztuce.
Jego główne obszary badań to: teatr muzyczny Richarda Wagnera, opera europejska (XVII-XX w.), Wagner i film, muzyka filmowa, kino Stanleya Kubricka, kino weimarskie, nowe kino niemieckie, sztuka operatorska, historia i teoria mediów, kultura mediów w narodowym socjalizmie, teatr Williama Shakespeare'a, współczesne metody w badaniach nad teatrem, polski dramat i teatr emigracyjny.

## Działalność artystyczna
W czasach szkolnych i studenckich zrealizował trzy filmy:
- Wszyscy jesteśmy graczami (etiuda fabularna, 1979),
- Wnętrza (eksperymentalny, wspólnie z Jarosławem Milewskim, 1981),
- Bez tytułu (eksperymentalny, 1982)[1].

Współreżyserował również z Mikołajem Jazdonem i Markiem Hendrykowskim film Oczami dziecka – Felicja z Poznania (2012).

## Publikacje
Książki autorskie:
- Stanley Kubrick. Filmowa polifonia sztuk (Wydawnictwo Naukowe PWN, Warszawa 2013),
- Kubrick's “Barry Lyndon” (przeł. P. Kaszubski, Wydawnictwo Naukowe UAM, Poznań 2007),
- „Barry Lyndon” Stanleya Kubricka (Wydawnictwo Naukowe UAM, Poznań 2006),
- Opera i dramat muzyczny. Szkice (Wydawnictwo Poznańskiego Towarzystwa Przyjaciół Nauk, Poznań 2006),
- Teatr i religia sztuki. „Parsifal” Richarda Wagnera (Wydawnictwo Naukowe UAM, Poznań 2004),
- Podróże do piekieł. O eseistyce Bolesława Micińskiego (Wydawnictwo WiS, Poznań 1996).

Książki redagowane:
- Szekspir. Teoria lancasterska – domysły i fakty (wspólnie z T. Kowalskim, Wydawnictwo Naukowe PWN, Warszawa 2012),
- Richard Wagner, Dramaturgia opery. Wybór pism z lat 1871-1879 (wspólnie z A. Igielską, słowo/obraz terytoria, Gdańsk 2011).

Przekłady książek:
- Werner Faulstich, Estetyka filmu. Badania nad filmem science fiction „Wojna światów” (1953/1954) Byrona Haskina (wspólnie z M. Kasprzykiem, Wydawnictwo Naukowe UAM, Poznań 2017).

Wybrane artykuły:
- „Ku nowym czynom, ukochany mężu...” O „Stukasach” Karla Rittera (Images, 2024),
- Feature Film as a Literary Work (Przestrzenie Teorii, 2024),
- „Jupiter and Beyond the Infinite”. 2001: Odyseja kosmiczna Stanleya Kubricka (Images, 2020),
- Teoria systemu społecznego obiegu literatury (wspólnie z M. Kasprzykiem, Przestrzenie Teorii, 2019),
- Wiersz o jesieni. O „Frantzu” François Ozona (Przestrzenie Teorii, 2019),
- Muzykologia artystów: Thrasybulos G. Georgiades i Stefan Kunze (Images, 2015),
- Jerzy Wójcik – estetyka światła (Images, 2014),
- Madryt malarski i filmowy. O „Duchach Goi” Miloša Formana (Images, 2013),
- Co to jest medium? (Images, 2011),
- Steven Spielberg – kino autobiograficznych metafor (Kwartalnik Filmowy, 2011),
- Dahlhaus – Kunze. Dwugłos o dramacie muzycznym Richarda Wagnera (Przestrzenie Teorii, 2010),
- Muzyka i horror. „Lśnienie” Stanleya Kubricka (Images, 2009),
- „Łaskawość Tytusa” Wolfganga Amadeusza Mozarta albo przemiany klasycyzmu (Res Facta Nova, 2008),
- Między dziełem a sceną. O reformującej roli dramatów muzycznych Richarda Wagnera (Przestrzenie Teorii, 2008),
- Zbawienie w miłości („Tristan i Izolda” Richarda Wagnera) (Res Facta Nova, 2005),
- Życie w mroku. O „Niebezpiecznych związkach” Stephena Frearsa (Images, 2004),
- Finał idylli w Tribschen. Nietzsche contra Wagner (Poznańskie Studia Polonistyczne, 2003),
- O libretcie, przemianach w jego rozumieniu i jedności dramatu muzycznego (Poznańskie Studia Polonistyczne, 1998).

Przekłady artykułów:
- W. Faulstich, Teoria systemu społecznego obiegu literatury (Przestrzenie Teorii, 2019),
- S. Kunze, Koncepcja dramatyczna a związek muzyki ze sceną w „Tannhäuserze” Richarda Wagnera (Images, 2015),
- W. Faulstich, R. Strobel, „Uksiążkowienie” jako problem estetyczno-medialny. „Obcy – ósmy pasażer Nostromo” – studium przypadku (Przestrzenie Teorii, 2014),
- W. Faulstich, Erotyka pieniądza (Przestrzenie Teorii, 2013),
- A. Mungen, Filmy dla muzyki. Edgard Varèse i Bill Viola (Images, 2009/2010),
- W. Faulstich, Muzyka i medium. Szkic historiograficzny od początku do dzisiaj (Images, 2009/2010).